# Kanton Maubeuge-Nord
Der Kanton Maubeuge-Nord war von 1910 bis 2015 ein französischer Kanton im Arrondissement Avesnes-sur-Helpe, im Département Nord und in der Region Nord-Pas-de-Calais; sein Hauptort war Maubeuge.
Der Kanton Maubeuge-Nord hatte 40.368 Einwohner (Stand: 1. Januar 2012).

## Gemeinden
Der Kanton bestand aus einem Teil der Stadt Maubeuge (angegeben ist hier die Gesamteinwohnerzahl, im Kanton selbst waren es 23.000 Einwohner) und weiteren zehn Gemeinden:
| Gemeinde            | Einwohner Jahr | Fläche km² | Bevölkerungsdichte | Code INSEE | Postleitzahl |
| ------------------- | -------------- | ---------- | ------------------ | ---------- | ------------ |
| Assevent            | 1.858 (2013)   | 1,87       | 994 Einw./km²      | 59021      | 59600        |
| Bersillies          | 254 (2013)     | 2,83       | 90 Einw./km²       | 59072      | 59600        |
| Bettignies          | 295 (2013)     | 4,62       | 64 Einw./km²       | 59076      | 59600        |
| Élesmes             | 961 (2013)     | 6,23       | 154 Einw./km²      | 59190      | 59600        |
| Gognies-Chaussée    | 781 (2013)     | 7,94       | 98 Einw./km²       | 59264      | 59600        |
| Jeumont             | 9.897 (2013)   | 10,21      | 969 Einw./km²      | 59324      | 59460        |
| Mairieux            | 777 (2013)     | 6,49       | 120 Einw./km²      | 59370      | 59600        |
| Marpent             | 2.728 (2013)   | 4,83       | 565 Einw./km²      | 59385      | 59164        |
| Maubeuge            | 30.567 (2013)  | –          | – Einw./km²        | 59392      | 59600        |
| Vieux-Reng          | 871 (2013)     | 11,64      | 75 Einw./km²       | 59618      | 59600        |
| Villers-Sire-Nicole | 992 (2013)     | 8,45       | 117 Einw./km²      | 59627      | 59600        |